# Casa Pla (Oliana)
La Casa Pla és una obra d'Oliana (Alt Urgell) inclosa a l'Inventari del Patrimoni Arquitectònic de Catalunya.

## Descripció
Edifici que formava part de l'antiga casa de les Anoves, avui despoblada. Està feta a base de petites pedres irregulars sense escairar. Consta d'una construcció principal de dues plantes coberta a dues aigües amb afegits d'un conjunts d'edificacions, per guardar estris, gra, etc.

## Història
El lloc de les Anoves és esmentat en documents des del 972, així com en l'acta de consagració de la Seu. Apareix també en l'acta de consagració de Sant Serni de Tavèrnoles, de 1040.
En desaparèixer les jurisdiccions senyorials al segle xix, el domini de les Anoves passà al capítol de la Seu d'Urgell.